# IR-Klasse NDM-5
Die IR-Klasse NDM-5 war eine Baureihe von Schmalspur-Diesellokomotiven der Indischen Staatsbahn (IR) mit hydraulischer Kraftübertragung. 

## Geschichte
Die Chittaranjan Locomotive Works bauten elf Lokomotiven der Baureihe NDM-5 zwischen den Jahren 1987 und 1989, die in vielen Teilen baugleich mit der Diesellokomotive ZDM-5 für 762 mm Spurweite waren. Die Lokomotiven konnten auf allen 610-mm-Strecken eingesetzt werden außer auf der Darjeeling Himalayan Railway und auf der Matheran Hill Railway. Sie waren hauptsächlich bei der Gwalior Light Railway (GLR) eingesetzt und wurden in Gwalior gewartet.

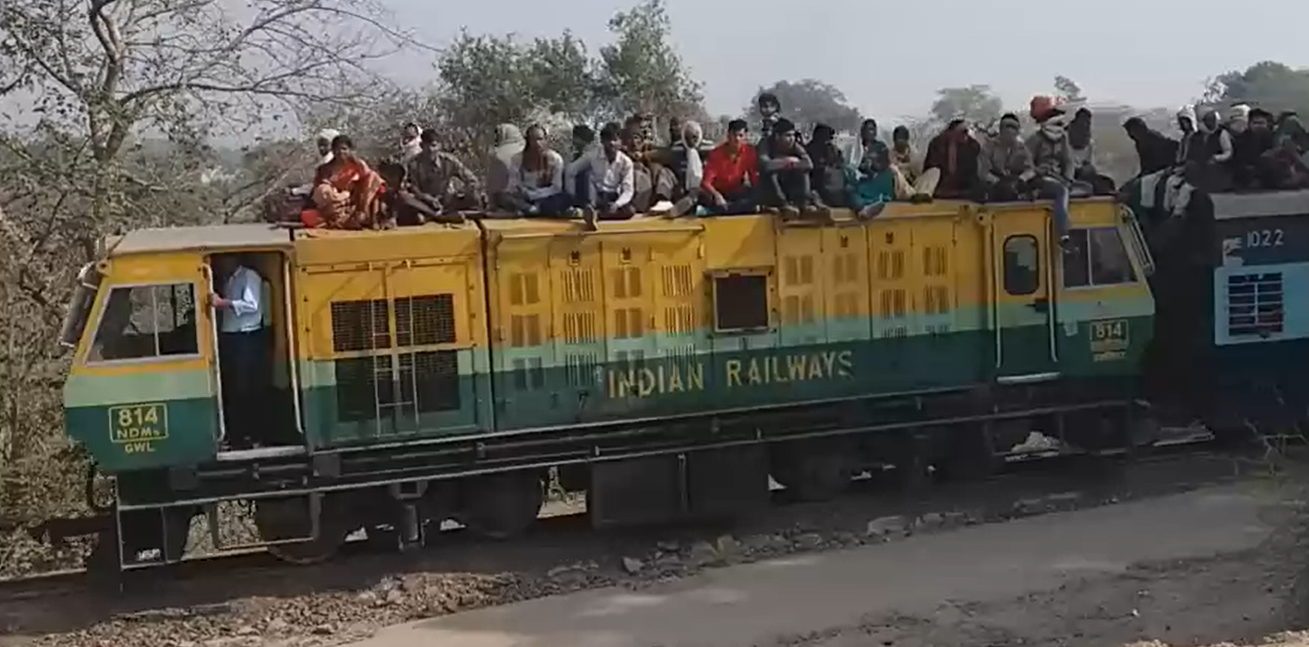
NDM-5 Nr. 814

In den 2010er-Jahren kamen noch die drei Lokomotiven mit den Nummern 812 bis 814 hinzu. Diese Lokomotiven waren Neubauten oder Umbauten bestehender NDM-5 Lokomotiven. Sie wiesen zwei Endführerstände auf und hatten die typischen Fronten der Indischen Staatsbahn-Diesellokomotiven aus dieser Zeit.
Mit der Einstellung des Betriebes auf der GLR dürften alle Lokomotiven verschrottet worden sein. Einzig der Wagenkasten der 804 wurde 2012 auf einem Flachwagen in Kurla, einem Stadtteil von Mumbai gesichtet. Er sollte angeblich durch die Modern Coach Factory (MCF) in Raebareli für eine museale Erhaltung aufgearbeitet werden.

## Technik
Die vierachsige Diesellokomotive besitzt einen Mittelführerstand mit kurzem und langem Vorbau. Der in Indien von Kirloskar unter Lizenz gebaute 6-Zylinder-Viertaktmotor von Cummins treibt über ein Voith-Getriebe L4r2U2 – 450 die zu den Achsgetrieben führenden Kardanwellen an. Die Lok ist mit zwei Kompressoren ausgerüstet, die direkt vom Motor angetrieben werden. Zwischen den Drehgestellen befinden sich zwei Kraftstofftanks mit je 350 Liter Inhalt.
Die Drehgestelle haben eine zweistufige Federung. Die Primärfederung ist mit Schraubenfedern, die Sekundärfederung mit Gummischichtfedern ausgeführt. Als Achslager werden Zylinderrollenlager von FAG verwendet, die über Blattfedern mit dem Drehgestellrahmen verbunden sind. Die Drehgestelle der Lok sind bis auf die Spurweite baugleich mit denjenigen der ZDM-3 und ZDM-4.